# Fred Westerbeke

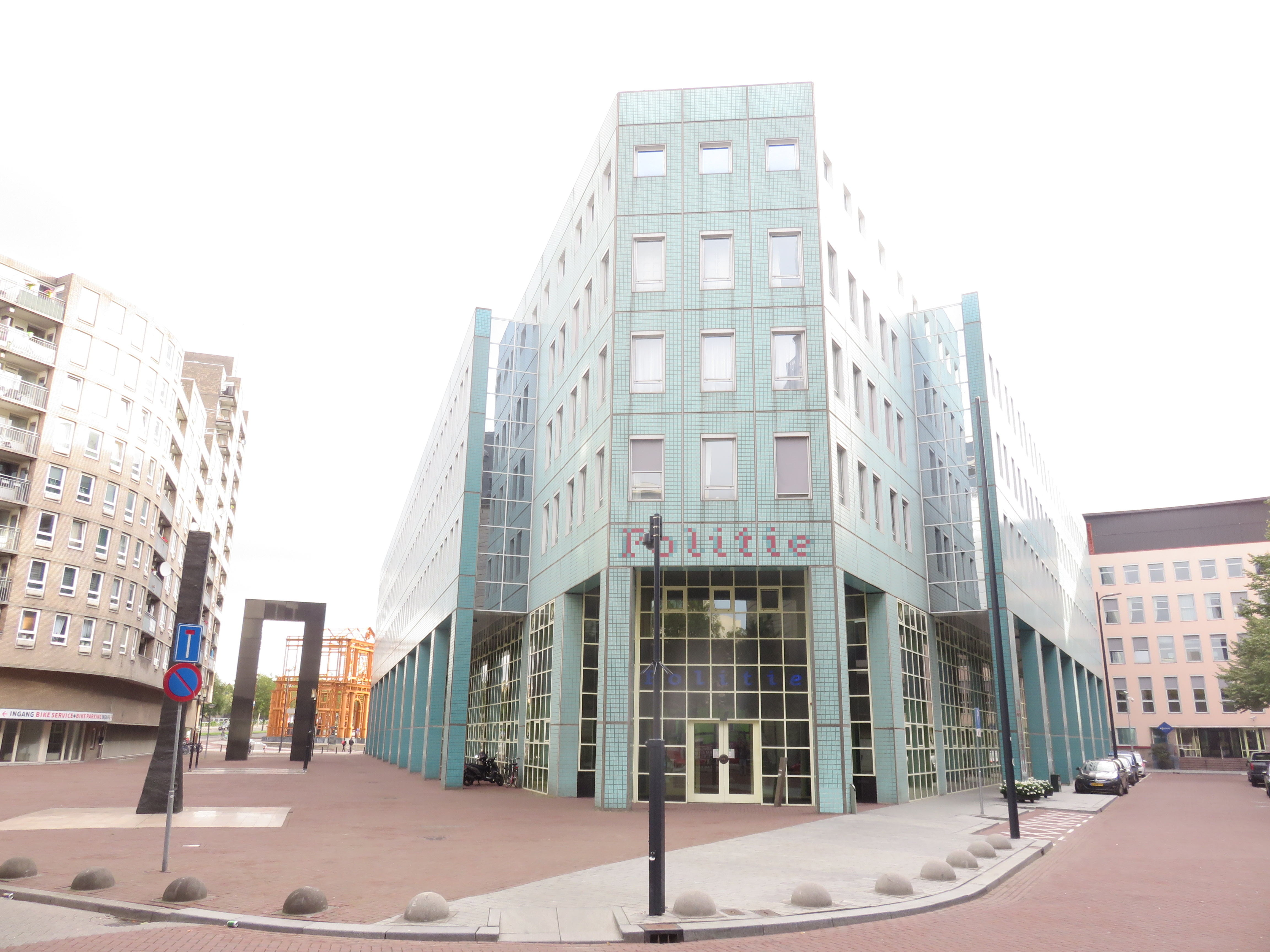
Het hoofdbureau van Regionale Eenheid Rotterdam

Fred Westerbeke (Zwolle, 1962) is een Nederlandse politiefunctionaris, die per 1 april 2020 benoemd is tot hoofdcommissaris van de Regionale Politie Eenheid Rotterdam. Hiervoor was hij 6 jaar hoofdofficier van justitie bij het Landelijk Parket in Rotterdam.

## Carrière
Westerbeke gaat na het afronden van de Politieacademie in 1984 aan de slag bij het gemeentepolitiekorps Rotterdam. Hij begon zijn loopbaan op straat als inspecteur op Rotterdam-Zuid. Daarnaast studeerde hij in de avonduren rechtsgeleerdheid (cum laude) aan de Erasmus Universiteit. Ook behaalde hij bij de Rotterdam School of management zijn master in Business-Administration en Informatics. Tot 2009 vervulde hij tal van bestuurlijke rollen binnen de Nederlandse overheid, zo was hij interim-directeur van het Centraal Justitieel Incassobureau en officier van justitie bij het Openbaar Ministerie in Rotterdam. In de jaren daarna werd Westerbeke plaatsvervangend korpschef van het het voormalige korps Kennemerland en het K.L.P.D.
In 2009 maakt hij opnieuw de overstap naar het Openbaar Ministerie, hij was hoofdofficier van justitie in Utrecht en in Rotterdam. Hij groeit door binnen het OM en wordt in 2014 Hoofdofficier van justitie bij het Landelijk Parket. Als enkele maanden na zijn aantreden op 17 juli 2014 Vlucht-MH17 wordt neergehaald boven Oekraïne wordt Westerbeke voorzitter van het Joint Investigation Team, dat onderzoek doet naar ramp. Naast deze grote taak is hij in deze jaren direct betrokken bij tientallen grote onderzoeken op het gebied van terrorisme en georganiseerde misdaad.

## Hoofdcommissaris
Op 23 december 2019 wordt bekendgemaakt dat Westerbeke zijn werk bij het Openbaar Ministerie neer zal leggen om terug te keren naar Rotterdam, de plaats waar zijn carrière begon. Hij wordt opgevolgd door John Lucas, op dat moment hoofdofficier van justitie Oost-Nederland. Op 1 april 2020 werd Westerbeke door Minister Ferdinand Grapperhaus toegesproken bij zijn afscheid en ontving hij de versierselen behorende bij Commandeur in de Orde van Oranje-Nassau.
Fred Westerbeke wordt op 1 april 2020 door korpschef Henk van Essen beëdigd tot hoofdcommissaris van Regionale Politie Eenheid Rotterdam. In verband met het coronavirus was dit een sobere aangelegenheid op gepaste afstand. Westerbeke volgt in Rotterdam Frank Paauw op, die het korps verruilde om in Amsterdam de hoogste baas van de politie te worden. In juli 2025 werd bekend dat Tolga Koklu per 1 september Fred Westerbeke zal opvolgen.